# Surgélation
 (septembre 2022).
Si vous disposez d'ouvrages ou d'articles de référence ou si vous connaissez des sites web de qualité traitant du thème abordé ici, merci de compléter l'article en donnant les références utiles à sa vérifiabilité et en les liant à la section « Notes et références ».
La surgélation est une technique de conservation des aliments basée sur le froid. L'utilisation de cette technique a donné naissance à une industrie des aliments et des plats surgelés. 

## Techniques

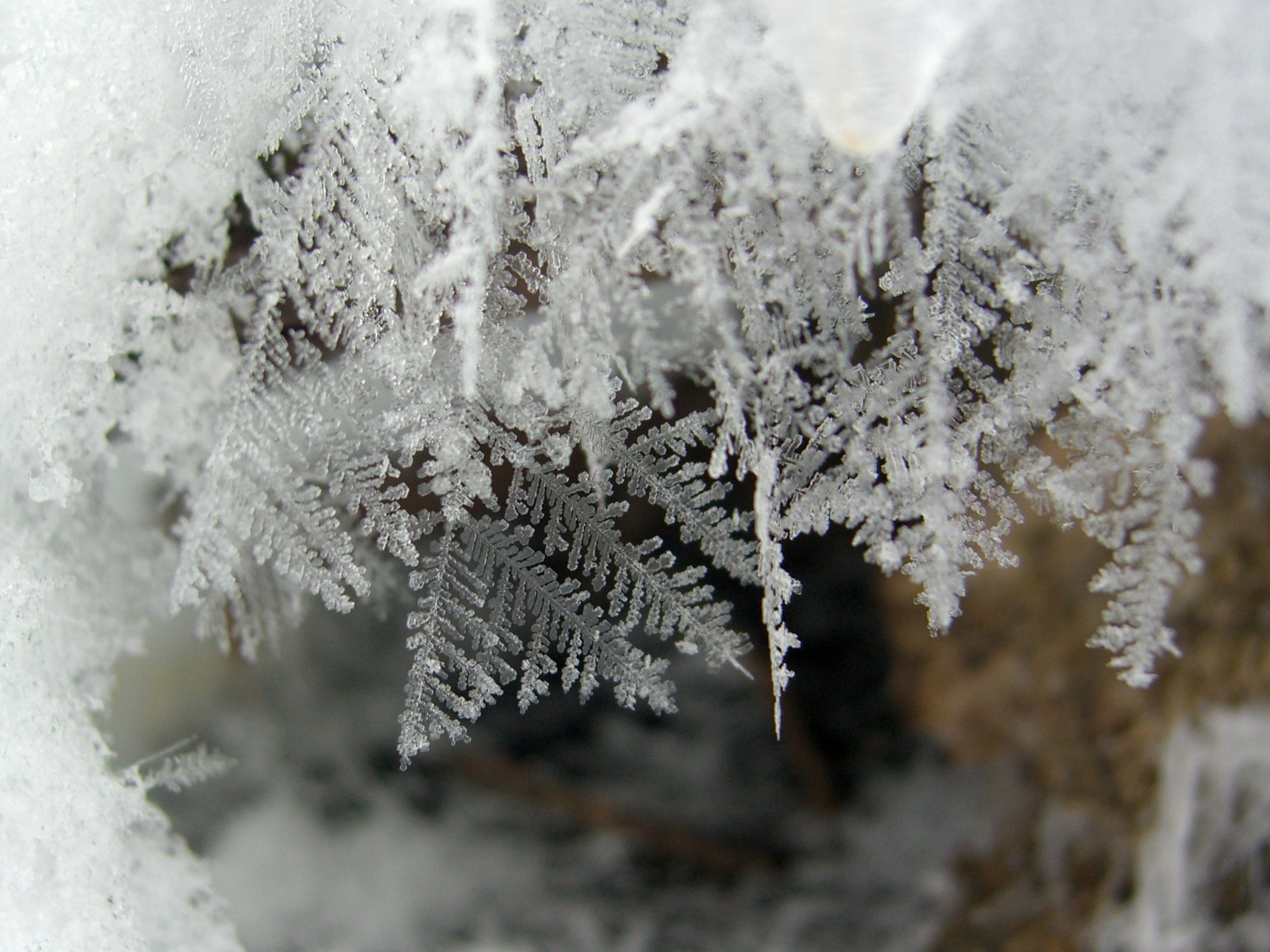
Formation de cristaux de glace

La technique de surgélation est à différencier de celle de la congélation.
La technique de congélation abaisse lentement la température (jusqu’à 24 heures) transformant ainsi cette eau froide en cristaux de glace. Ces cristaux finissent par perforer la paroi cellulaire des aliments, altérant ainsi leur texture mais aussi leur saveur (évaporation de l’eau et des arômes volatils, production par les micro-organismes de substances toxiques, modifications liées à des réactions enzymatiques et non enzymatiques…).
La surgélation est une technique industrielle qui consiste à refroidir brutalement (quelques minutes à une heure) des aliments en les exposant intensément à des températures allant de −18 °C à −196 °C. Grâce à ce procédé, l’eau contenue dans les cellules se cristallise finement limitant ainsi la destruction cellulaire. Les produits ainsi traités conservent leur texture, leur saveur et peuvent être conservés plus longtemps[réf. nécessaire].
Il existe plusieurs procédés de surgélation ; on peut citer principalement :
- la technique par contact, réservée aux aliments de faibles épaisseurs, est réalisée en introduisant un aliment entre deux plaques dans lesquelles circule un fluide à −35 °C ;
- la technique par convection est réalisée en exposant le produit à un courant d'air ou gaz froid à très basse température (jusqu'à −35 °C pour la technologie froid mécanique et −130 °C pour la technologie cryogénique) ;
- la technique par immersion, adaptée aux produits de formes irrégulières, qui consiste à immerger l'aliment dans un fluide à très basse température tel que l'azote liquide.

La température des enceintes de surgélation est soumise à valeurs cibles, tolérances et limites critiques[pas clair]. Les enceintes doivent être adaptées (puissance frigorifique, taille, bonne homogénéité de la température lors de la surgélation (congélation) du lot…) aux aliments à surgeler. Elles doivent aussi pouvoir être facilement nettoyées et désinfectées. Enfin, elles devraient toujours disposer d'un système de contrôle et d'enregistrement de la température dans l'enceinte. 
Une fois surgelés, les produits doivent être stockés à une température inférieure ou égale à −18 °C.